# Radara yeba
Radara yeba är en fjärilsart som beskrevs av Druce 1898. Radara yeba ingår i släktet Radara och familjen nattflyn. Inga underarter finns listade.